# ANIMAX MUSIX

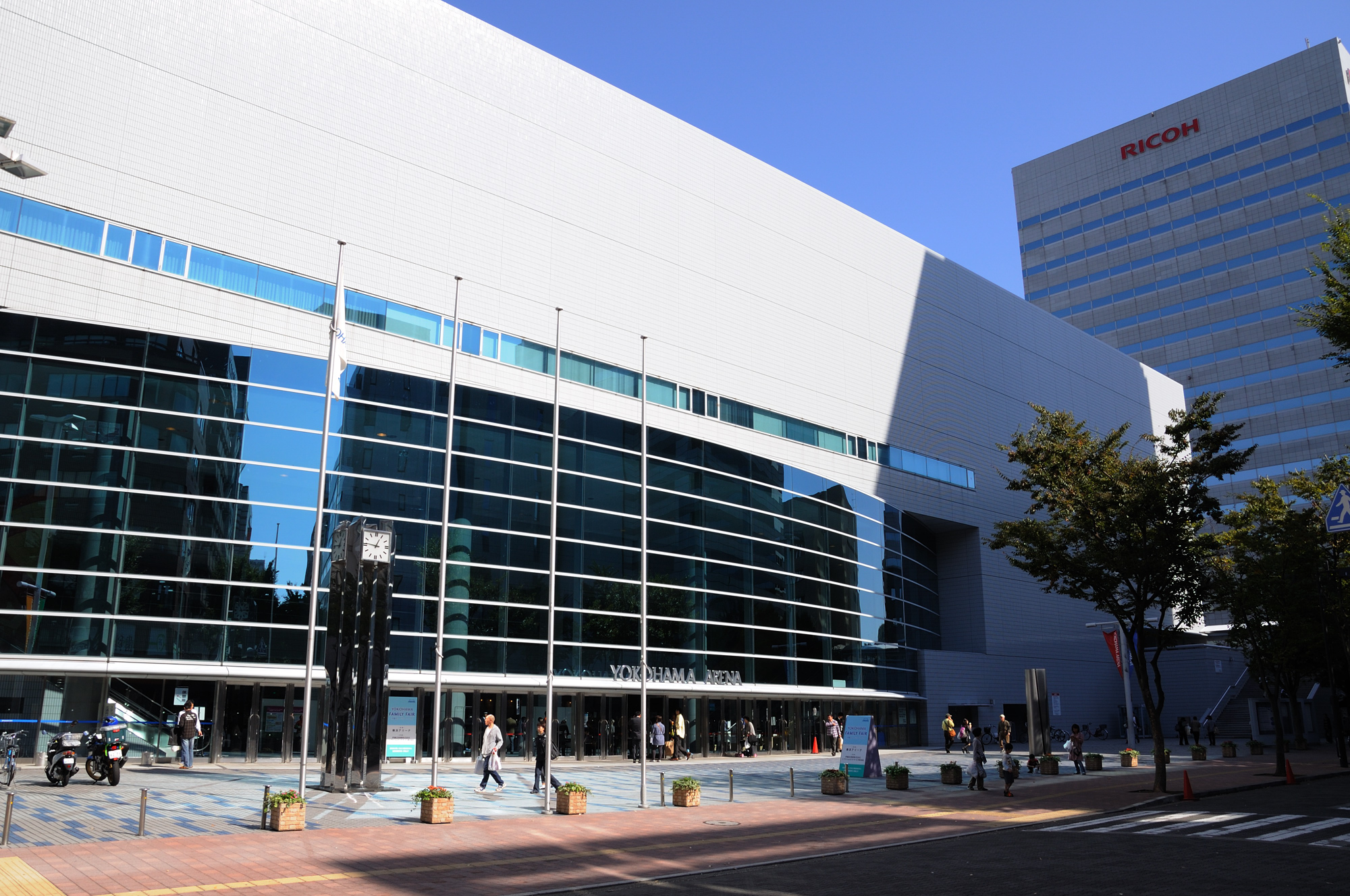
2010年より横浜公演の会場として使用されている
横浜アリーナ
（神奈川県横浜市港北区）

ANIMAX MUSIX（アニマックス・ミュージックス）は、アニマックスブロードキャスト・ジャパンが主催するアニメソングのコンサート。2009年より毎年開催されている。

## 概要
第1回の開催よりコンセプトとして”アニメミュージックの魅力を世界へ”と掲げており、イベントの模様は日本のみならず、ドイツ、スイス・イタリアの一部地域、香港、台湾、韓国、シンガポール、マレーシア、フィリピン、インドネシア、ハンガリー、チェコ共和国、スロバキア、ルーマニア、ポーランド、オーストリア、リヒテンシュタイン、ルクセンブルクなど、世界の多くの国と地域のアニマックス各局で特別番組として放送されている。タイトルロゴは三浦健太が担当。
回を重ねるごとに規模が大型化しており、第4回目の開催となったFALL 2010以降は横浜アリーナを主会場としている。2015年には関西でも初開催され、2017年には大阪城ホールでの開催となり横浜・大阪で東西各1万人規模の集客を見込む形とし、2021年以降は再度関東のみでの開催に留まっている。
同種のイベントにMAGES.と文化放送が主催するAnimelo Summer Live（アニサマ）があるが、2014-15年度開催分の当イベントに当時MAGES.が運営していたanimeloLIVE!が協賛していたり、以前、アニサマにアニマックスが後援していたことがあるなどの関係がある。その一方で、本イベントは関西（大阪・神戸）でも定期的に開催されていたなど（Animelo Summer Liveは基本的に関東圏のみでの開催）、相違点も存在する。
2017年からは姉妹イベントとして新人中心の小型公演「ANIMAX MUSIX NEXTAGE」が開始され、同イベントのアンケート結果などに基づいて反響の大きいアーティストに本公演への出演権が与えられる。

## 2009年

### ANIMAX MUSIX-LINK TO THE WORLD
- タイトル：ANIMAX MUSIX-LINK TO THE WORLD
- 開催日：2009年5月9日
- 会場：ステラボール
- 主催：株式会社アニマックスブロードキャスト・ジャパン

### ANIMAX MUSIX FALL 2009
- タイトル：ANIMAX MUSIX FALL 2009 supported by スカパー！[6]
- 開催日：2009年11月1日
- 会場：スタジオコースト
- 主催：株式会社アニマックスブロードキャスト・ジャパン
- 特別協賛：スカパーJSAT株式会社

## 2010年

### ANIMAX MUSIX SPRING 2010
- タイトル：ANIMAX MUSIX SPRING 2010 supported by スカパー！[7]
- 開催日：2010年5月15日・16日
- 会場：JCBホール
- 主催：株式会社アニマックスブロードキャスト・ジャパン
- 特別協賛：スカパーJSAT株式会社
- 協賛：学校法人モード学園、JOYSOUND

### ANIMAX MUSIX FALL 2010
- タイトル：ANIMAX MUSIX FALL 2010 supported by スカパー！
- 開催日：2010年11月3日
- 会場：横浜アリーナ
- 主催：株式会社アニマックスブロードキャスト・ジャパン
- 特別協賛：スカパーJSAT株式会社
- 協賛：株式会社東芝、JOYSOUND

## 2011年

### ANIMAX MUSIX 2011

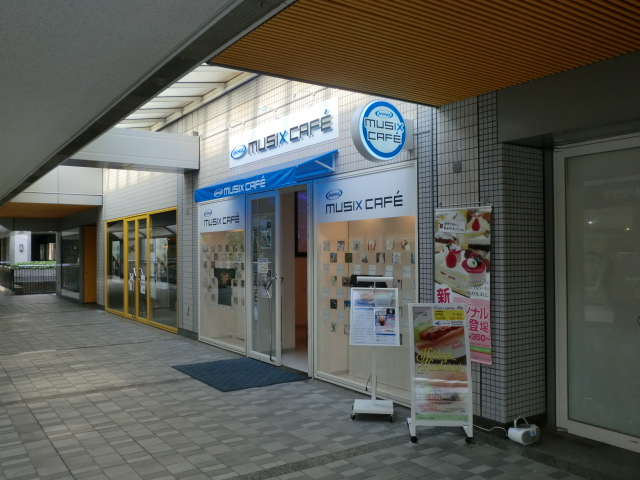
ANIMAX MUSIX CAFE

- タイトル：ANIMAX MUSIX 2011
- 開催日：2011年11月23日
- 会場：横浜アリーナ
- 主催：アニマックスブロードキャスト・ジャパン
- プロデューサー:杉本壮太郎
- 特別協賛：スカパーJSAT株式会社
- 協賛：東芝、角川ゲームス、ココア、ファミリーマート、モバオク

## 2012年

### ANIMAX MUSIX 2012 TAIWAN
- タイトル：ANIMAX MUSIX 2012 TAIWAN
- 開催日：2012年11月4日
- 会場：ATT SHOW BOX
- 主催：Puffin Entertainment Ltd
- 共催：アニマックスブロードキャスト・ジャパン
- 後援：AXN-Taiwan One / Epic Records Japan / I love work

### ANIMAX MUSIX 2012
- タイトル：ANIMAX MUSIX 2012 Supported By スカパー!
- 開催日：2012年11月23日
- 会場：横浜アリーナ
- 主催：アニマックスブロードキャスト・ジャパン
- 特別協賛：スカパーJSAT株式会社
- 協賛：株式会社アートネイチャー、株式会社アパマンショップネットワーク、株式会社エクシング、株式会社ココア（MeetMe運営会社）、株式会社東芝、楽天チケット

## 2013年

### ANIMAX MUSIX 2013
- タイトル：ANIMAX MUSIX 2013 Supported By スカパー![8]
- 開催日：2013年11月23日・11月24日
- 会場：横浜アリーナ
- 主催：株式会社アニマックスブロードキャスト・ジャパン
- 特別協賛：スカパーJSAT株式会社
- 協賛：株式会社アパマンショップネットワーク、株式会社エクシング、株式会社GYAO、株式会社ココア、株式会社サイバーエージェント、株式会社東芝

## 2014年

### ANIMAX MUSIX 2014 TAIWAN
- タイトル：ANIMAX MUSIX 2014 TAIWAN 台灣音樂祭
- 開催日：2014年1月18日
- 会場：台灣大學綜合體育館三樓
- 主催：大國翼星、大國文化、Animax Broadcast Japan Inc.
- 後援：ANIMAX TAIWAN

### ANIMAX MUSIX DJ Night TOKYO
- タイトル：ANIMAX MUSIX DJ Night TOKYO
- 開催日：2014年9月20日
- 会場：Club asia（東京都渋谷区）
- 主催：株式会社アニマックスブロードキャスト・ジャパン
- 協力：日本式

### ANIMAX MUSIX 2014 YOKOHAMA
- タイトル：ANIMAX MUSIX 2014 YOKOHAMA Supported By スカパー![9]
- 開催日：2014年11月22日
- 会場：横浜アリーナ
- 主催：株式会社アニマックスブロードキャスト・ジャパン
- 特別協賛：スカパーJSAT株式会社
- 協賛：animeloLIVE!、株式会社ファミリーマート、株式会社ファミマ・ドット・コム他

## 2015年

### ANIMAX MUSIX DJ Night OSAKA
- タイトル：ANIMAX MUSIX DJ Night OSAKA
- 開催日：2015年2月1日
- 会場：ホテル&リゾート バリタワー天王寺「バトゥール大阪」（大阪市天王寺区）
- 主催：株式会社アニマックスブロードキャスト・ジャパン

### ANIMAX MUSIX 2015 OSAKA
- タイトル：ANIMAX MUSIX 2015 OSAKA Supported By スカパー!
- 開催日：2015年2月28日
- 会場：オリックス劇場
- 主催：株式会社アニマックスブロードキャスト・ジャパン
- 特別協賛：スカパーJSAT株式会社
- 協賛：animeloLIVE!、株式会社ファミリーマート、株式会社ファミマ・ドット・コム他

### ANIMAX MUSIX DJ Night TOKYO
- タイトル：ANIMAX MUSIX DJ Night TOKYO
- 開催日：2015年10月23日
- 会場：東京キネマ倶楽部
- 主催：株式会社アニマックスブロードキャスト・ジャパン

### ANIMAX MUSIX 2015 YOKOHAMA
- タイトル：ANIMAX MUSIX 2015 YOKOHAMA Supported By スカパー!
- 開催日：2015年11月21日
- 会場：横浜アリーナ
- 主催：株式会社アニマックスブロードキャスト・ジャパン

## 2016年

### ANIMAX MUSIX 2016 OSAKA
- タイトル：ANIMAX MUSIX 2016 OSAKA Supported By スカパー!
- 開催日：2016年2月13日
- 会場：グランキューブ大阪
- 主催：株式会社アニマックスブロードキャスト・ジャパン

### ANIMAX MUSIX DJ Night OSAKA
- タイトル：ANIMAX MUSIX DJ Night OSAKA
- 開催日：2016年3月6日
- 会場：ホテル&リゾート バリタワー天王寺「バトゥール大阪」（大阪市天王寺区）
- 主催：株式会社アニマックスブロードキャスト・ジャパン

### ANIMAX MUSIX 2016 YOKOHAMA
- タイトル：ANIMAX MUSIX 2016 OSAKA Supported By スカパー!
- 開催日：2016年11月23日
- 会場：横浜アリーナ
- 主催：株式会社アニマックスブロードキャスト・ジャパン

## 2017年

### ANIMAX MUSIX 2017 OSAKA
- タイトル：ANIMAX MUSIX 2017 OSAKA Supported By スカパー!
- 開催日：2017年1月14日
- 会場：大阪城ホール
- 主催：株式会社アニマックスブロードキャスト・ジャパン

### ANIMAX MUSIX NEXTAGE
- タイトル：ANIMAX MUSIX NEXTAGE
- 開催日：2017年2月25日
- 会場：秋葉原P.A.R.M.S
- 主催：株式会社アニマックスブロードキャスト・ジャパン

### ANIMAX MUSIX 2017 YOKOHAMA
- タイトル：ANIMAX MUSIX 2017 YOKOHAMA
- 開催日：2017年11月23日
- 会場：横浜アリーナ

## 2018年

### ANIMAX MUSIX 2018 OSAKA
- タイトル：ANIMAX MUSIX 2018 OSAKA
- 開催日：2018年3月3日
- 会場：大阪城ホール

### ANIMAX MUSIX 2018 Guangzhou
- タイトル：ANIMAX MUSIX 2018 Guangzhou
- 開催日：2018年4月21日
- 会場：広州体育館1号館（中国・広州市）
- 主催：iMe娯楽、YoHo数位点子
- 協力：Animax Broadcast Japan、Zepp Live

### ANIMAX MUSIX 2018 YOKOHAMA
- タイトル：ANIMAX MUSIX 2018 YOKOHAMA Supported By ひかりTV
- 開催日：2018年11月17日
- 会場：横浜アリーナ
- 主催：株式会社アニマックスブロードキャスト・ジャパン
- 協力：株式会社第一興商、学校法人 東放学園、株式会社ドコモ・アニメストア他

## 2019年

### ANIMAX MUSIX 2019 OSAKA
- タイトル：ANIMAX MUSIX 2019 OSAKA Supported By ひかりTV
- 開催日：2019年1月19日
- 会場：大阪城ホール
- 主催：株式会社アニマックスブロードキャスト・ジャパン
- 特別協賛：ひかりTV
- 協賛：株式会社第一興商、株式会社ドコモ・アニメストア 他[12]

### ANIMAX MUSIX NEXTAGE（2019年）
- タイトル：ANIMAX MUSIX NEXTAGE[19]
- 開催日：2019年3月3日
- 会場：秋葉原P.A.R.M.S
- 主催：株式会社アニマックスブロードキャスト・ジャパン

### ANIMAX MUSIX 2019 KOBE
- タイトル：ANIMAX MUSIX 2019 KOBE supported by スカパー！[23]
- 開催日：
  - Day1：2019年10月26日
  - Day2：2019年10月27日
- 会場：神戸ワールド記念ホール
- 主催：株式会社アニマックスブロードキャスト・ジャパン
- 協賛：株式会社イープラス、株式会社第一興商、株式会社ドコモ・アニメストア 他

### ANIMAX MUSIX 2019 YOKOHAMA
- タイトル：ANIMAX MUSIX 2019 YOKOHAMA Supported By スカパー！[23]
- 開催日：2019年11月23日
- 会場：横浜アリーナ
- 主催：株式会社アニマックスブロードキャスト・ジャパン
- 協賛：株式会社イープラス、株式会社第一興商、株式会社ドコモ・アニメストア 他

## 2020年

### ANIMAX MUSIX NEXTAGE（2020年）
- タイトル：ANIMAX MUSIX NEXTAGE
- 開催日：2020年2月22日（新型コロナウイルスの影響で、2020年2月18日に開催中止が発表された。）
- 会場：秋葉原P.A.R.M.S
- 主催：株式会社アニマックスブロードキャスト・ジャパン

### ANIMAX MUSIX NEXTAGE ONLINE
- タイトル：ANIMAX MUSIX NEXTAGE ONLINE Supported By U-NEXT
- 開催日：2020年10月31日
- 会場：Veats SHIBUYA（無観客）
- 配信プラットフォーム：U-NEXT
- 主催：株式会社アニマックスブロードキャスト・ジャパン
- 協力：株式会社第一興商
- 協賛：株式会社U-NEXT

## 2021年

### ANIMAX MUSIX 2021 ONLINE
- タイトル：ANIMAX MUSIX 2021 ONLINE Supported By U-NEXT
- 開催日：2021年1月30日、1月31日
- 会場：有明アリーナ（無観客）
- 配信プラットフォーム：U-NEXT
- 主催：株式会社アニマックスブロードキャスト・ジャパン
- 共催：東京有明アリーナ
- 協力：株式会社第一興商
- 協賛：株式会社U-NEXT、スカパーJSAT株式会社

### ANIMAX MUSIX NEXTAGE 2021
- タイトル：ANIMAX MUSIX NEXTAGE 2021
- 開催日：2021年10月23日
- 配信プラットフォーム：dTV（無料生配信）
- 主催：株式会社アニマックスブロードキャスト・ジャパン

### ANIMAX MUSIX 2021
- タイトル：ANIMAX MUSIX 2021
- 開催日：2021年11月20日
- 会場：横浜アリーナ
- 配信プラットフォーム：dTV（有料生配信及び見逃し配信）
- 主催：株式会社アニマックスブロードキャスト・ジャパン
- オフィシャルパートナー：TikTok
- 協賛：株式会社イープラス、株式会社WithLIVE、エムエスアイコンピュータージャパン株式会社、大阪アニメ・声優&eスポーツ専門学校、麒麟麦酒株式会社、株式会社第一興商、学校法人東放学園、株式会社ファミリーマート

## 2022年

### ANIMAX MUSIX NEXTAGE（2022年）
- タイトル：ANIMAX MUSIX NEXTAGE 2022[29]
- 開催日：2022年9月2日
- 会場：STUDIO Dee（東放学園映画専門学校 B2F）
- 主催：株式会社アニマックスブロードキャスト・ジャパン
- 協力：株式会社第一興商

### ANIMAX MUSIX 2022
- タイトル：ANIMAX MUSIX 2022
- 開催日：2022年11月19日
- 会場：横浜アリーナ
- 配信プラットフォーム：-
- 主催：株式会社アニマックスブロードキャスト・ジャパン
- 協賛：株式会社イープラス、学校法人東放学園、株式会社ファミリーマート、株式会社ルミカ

## 2023年

### ANIMAX MUSIX NEXTAGE（2023年）
- タイトル：ANIMAX MUSIX NEXTAGE 2023[37]
- 開催日：2023年9月8日
- 会場：STUDIO Dee（東放学園映画専門学校 B2F）
- 主催：株式会社アニマックスブロードキャスト・ジャパン
- 協力：株式会社第一興商

### ANIMAX MUSIX 2023
- タイトル：ANIMAX MUSIX 2023
- 開催日：2023年11月18日
- 会場：横浜アリーナ
- 配信プラットフォーム：-
- 主催：株式会社アニマックスブロードキャスト・ジャパン
- 協賛：株式会社イープラス、wizOnChain株式会社、AiryProduction、スカパーJSAT株式会社、ZONe ENERGY、ソニー銀行、株式会社第一興商、学校法人 東放学園、ニッポン放送、ニフティ株式会社、百英雄伝、株式会社ファミリーマート、楽天ブックス、REALITY株式会社、株式会社ルミカ
- 後援：横浜市

## 2024年

### ANIMAX MUSIX 2024 SPRING
- タイトル：Lemino presents ANIMAX MUSIX 2024 SPRING
- 開催日：2024年3月30日
- 会場：武蔵野の森総合スポーツプラザ メインアリーナ
- 配信プラットフォーム：Lemino
- 主催：NTTドコモ、アニマックスブロードキャスト・ジャパン
- 協賛：イープラス、ファミリーマート、ニフティ、J-POWER、エステー（Special Partner）、dアニメストア、wizOnChain、LIVEDAM AiR、ニッポン放送、スカパーJSAT、ルミカ、東放学園、イースト・ファクトリー、BYD Japan、ZONe ENERGY、AIRY PRODUCTION、FANY、NTTドコモ・スタジオ&ライブ、西川（Conditioning Partner）

### ANIMAX MUSIX NEXTAGE（2024年）
- タイトル：ANIMAX MUSIX NEXTAGE 2024
- 開催日：2024年9月12日
- 会場：渋谷ストリームホール
- 主催：NTTドコモ、アニマックスブロードキャスト・ジャパン
- 協力：第一興商

### ANIMAX MUSIX 2024 FALL
- タイトル：Lemino presents ANIMAX MUSIX 2024 FALL
- 開催日：2024年11月23日
- 会場：横浜アリーナ
- 配信プラットフォーム：Lemino
- 主催：NTTドコモ、アニマックスブロードキャスト・ジャパン
- 協賛：イープラス、ファミリーマート、LIVEDAM AiR、ユニバーサルエンターテインメント、ニフティ、J-POWER、REALITY、dアニメストア、東放学園

## 関連番組
- 2019年10月より、本コンサートの出演歌手らをゲストに迎えた音楽バラエティ番組「MUSIX TV」（ミュージックス・ティービー）を月2回放送。南條愛乃をナビゲーターに据えゲスト歌手によるロケを中心としたバラエティ企画と最新作やライブに関するインタビュートークで構成される。

放送リスト
|    | 初回放送日     | ゲスト                            |
| -- | -------------- | --------------------------------- |
| 1  | 2019年 10月6日 | 小倉唯                            |
| 2  | 10月13日       | 小倉唯                            |
| 3  | 11月3日        | 田所あずさ                        |
| 4  | 11月10日       | 田所あずさ                        |
| 5  | 12月8日        | 石原夏織                          |
| 6  | 12月15日       | 石原夏織                          |
| 7  | 2020年 1月12日 | 相羽あいな                        |
| 8  | 1月19日        | 相羽あいな                        |
| 9  | 2月9日         | OxT（オーイシマサヨシ、Tom-H@ck） |
| 10 | 2月23日        | OxT（オーイシマサヨシ、Tom-H@ck） |
| 11 | 3月8日         | 伊藤美来                          |
| 12 | 3月15日        | 伊藤美来                          |